# رومن وایدنفلر
رومن وایدنفلر (آلمانی: Roman Weidenfeller؛ تلفظ آلمانی: [ˈʁo:man ˈvaɪdn̩ˌfɛlɐ]؛ زادهٔ ۶ اوت ۱۹۸۰) بازیکن فوتبال پیشین اهل آلمان است که در پست دروازه‌بان برای بروسیا دورتموند و تیم ملی فوتبال آلمان بازی می‌کرد.
او در سال ۲۰۱۴ با آلمان قهرمان جام جهانی شد.

## افتخارات

### باشگاهی
بروسیا دورتموند
- بوندس‌لیگا: ۱۱–۲۰۱۰، ۱۲–۲۰۱۱
- جام حذفی فوتبال آلمان: ۲۰۱۲–۲۰۱۱، ۱۷–۲۰۱۶
- سوپر جام فوتبال آلمان: ۲۰۱۳
- لیگ قهرمانان اروپا نایب قهرمان: ۱۳–۲۰۱۲

### ملی
آلمان
- جام جهانی فوتبال: ۲۰۱۴